# Pokrovske (huyện)
Huyện Pokrovske (tiếng Ukraina: Покровський район, chuyển tự: Pokrovskes’kyi raion) là một huyện của tỉnh Dnipropetrovsk thuộc Ukraina. Huyện Pokrovske có diện tích 1216 km², dân số theo điều tra dân số ngày 5 tháng 12 năm 2001 là 41838 người với mật độ 34 người/km2. Trung tâm huyện nằm ở Pokrovske.